# Raritäten der Klaviermusik
Raritäten der Klaviermusik (på dansk Klavermusikkens rariteter) er en årligt tilbagevendende musikfestival for klavermusik i Husum i Sydslesvig. 
Klavermusikkens rariteter startede i 1987 og blev i 2011 afholdt for 25. gang. Formålet er at præsentere og diskutere sjældent spillede klaver-værker af høj musikalsk kvalitet. Festivalens program består af en række koncerter af internationalt kendte pianister samt en podiumsdiskussion og udstillinger. Hele festival foregår hvert år i august måned i riddersalen på Husum Slot. Kunstnerisk leder er Peter Froundjian. Siden festivalen begyndte i 1987 blev mere end 2000 værker opført. 